# Smile (песня Scarface)
«Smile» — главный сингл из четвёртого альбома, The Untouchable. Продюсером являются Scarface, Mike Dean и Tone Capone, также на сингле присутствует посмертные вокалы Тупака и R&B певца Johnny P. «Smile» стал очень успешным синглом, самым успешным в чартах из всех синглов Scarface на сегодняшний день, дойдя до 12 места в Billboard Hot 100. 8 августа 1997, RIAA дала «Smile» золото, сделав «Smile» единственным синглом Scarface, получившим какую-либо сертификацию.

## Дорожки

### Сторона А
1. «Smile» (Album Version Clean) — 5:23
2. «Smile» (Instrumental) — 4:47
3. «Smile» (Acappella)

### Сторона Б
1. «Untouchable» (Radio Edit) — 3:38
2. «Untouchable» (Instrumental) — 3:59

## Чарты и сертификация
| Чарты (1997)                     | Максимальная позиция |
| -------------------------------- | -------------------- |
| US Billboard Hot 100             | 12                   |
| US R&B/Hip-Hop Songs (Billboard) | 4                    |
| US Hot Rap Singles (Billboard)   | 2                    |
| US Rhythmic Top 40 (Billboard)   | 31                   |

| Регион     | Сертификация | Продажи |
| ---------- | ------------ | ------- |
| США (RIAA) | Золотой      | 500,000 |